# Metro Delhi

Logo Metro Delhi

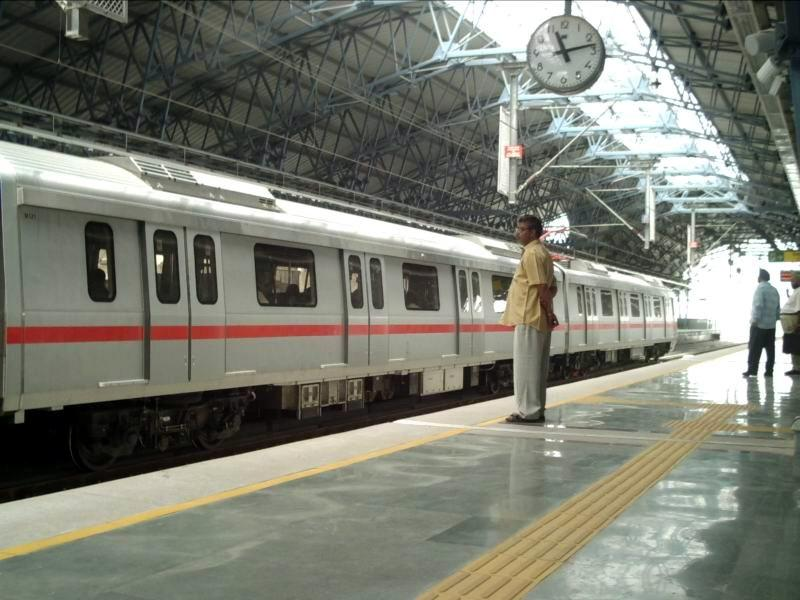
Station der Metro Delhi

Die Metro Delhi (englisch: Delhi Metro Rail; Hindi: दिल्ली मेट्रो रेल Dillī meṭro rel), auch Delhi Mass Rapid Transit System (DMRTS) genannt, ist das U-Bahn-System von Indiens Hauptstadt und zweitgrößter Metropole Delhi. Betreiber dieses Nahverkehrssystems ist die Delhi Metro Rail Corporation Limited. Die Einführung einer U-Bahn geschah für eine Stadt dieser Größe recht spät; Delhi hat heute über 10 Millionen Einwohner. Die erste Metro-Linie wurde am 24. Dezember 2002 eröffnet. Aufgrund großer Ausbauanstrengungen in Zusammenhang mit den Commonwealth-Spielen 2010 hat das Netz im Jahr 2011 bereits eine Länge von 181,8 Kilometern erreicht.
Die jährliche Fahrgastzahl der U-Bahn in Delhi betrug 2017 1,79 Milliarden.

## Betrieb

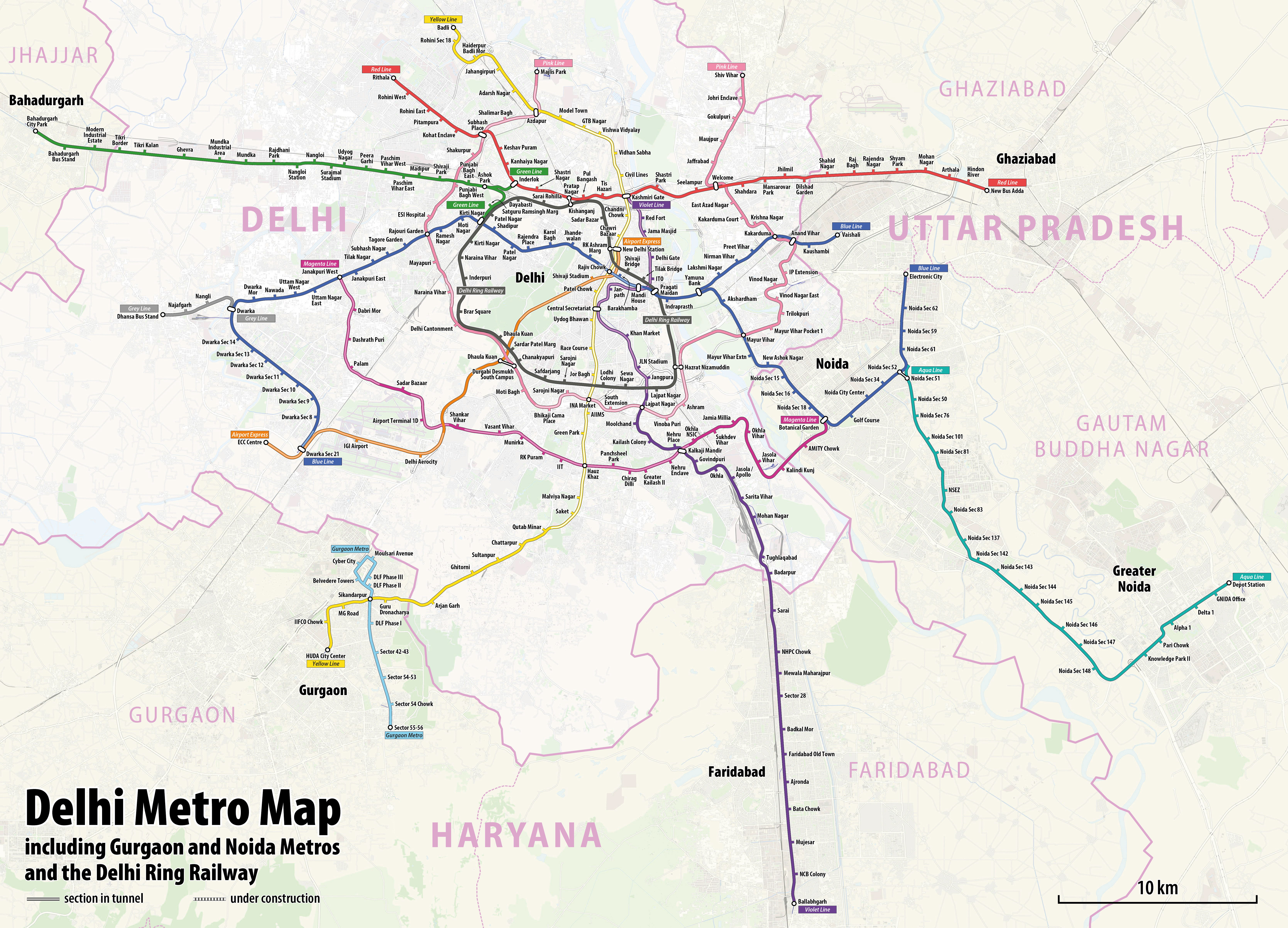
Karte der Metro Delhi (Stand März 2019)

### Liniennetz
Das derzeitige 252 Kilometer lange Liniennetz (Stand März 2018) besteht aus acht Linien und einer Zweiglinie. Die Züge fahren zwischen 6 und 23 Uhr in einem Abstand von 2 Minuten 40 Sekunden bis 5 Minuten. Die Metro Delhi hat eine sehr hohe Pünktlichkeit von 99,5 Prozent (2008). Darüber hinaus gibt es noch die Linie der Rapid Metro in Gurugram, die formal zwar nicht zur Metro von Delhi gehört, jedoch mit ihr verbunden ist und einen gemeinsamen Tarif hat.
| Linie                                                | Strecke                                                                | Eröffnung | Länge           | Bahnhöfe | Spurweite |
| ---------------------------------------------------- | ---------------------------------------------------------------------- | --------- | --------------- | -------- | --------- |
| Rot/Linie 1                                          | Shaheed Shtal ↔ Rithala                                                | 2002      | 34,7 km         | 29       | 1676 mm   |
| Gelb/Linie 2                                         | Samaypur Badli ↔ HUDA City Centre                                      | 2004      | 49 km           | 37       | 1676 mm   |
| Blau/Linie 3                                         | Noida Electronic City ↔ Dwarka Sector-9                                | 2005      | 56,5 km         | 48       | 1676 mm   |
| Blau/Linie 4                                         | Yamuna Bank ↔ Vaishali                                                 | 2010      | 8,5 km          | 8        | 1676 mm   |
| Grün/Linie 5                                         | Inderlok ↔ Bahadurgarh City Park                                       | 2010      | 28,8 km         | 24       | 1435 mm   |
| Violett/Linie 6                                      | Kashmere Gate ↔ Raja Nahar Singh                                       | 2010      | 46,6 km         | 34       | 1435 mm   |
| Orange/Airport Express                               | New Delhi ↔ Dwarka Sector 21                                           | 2011      | 22,7 km         | 7        | 1435 mm   |
| Pink/Linie 7                                         | Majlis Park ↔ Mayur Vihar Pocket I Trilokpuri-Sanjay Lake ↔ Shiv Vihar | 2018      | 40,2 km 17,9 km | 39       | 1435 mm   |
| Magenta/Linie 8                                      | Botanical Garden ↔ Janakpuri West                                      | 2017      | 40 km           | 26       | 1435 mm   |
| Grau/Linie 9                                         | Dwarka ↔ Dhansa Bus                                                    | 2021      | 5,2             | 4        | 1435 mm   |
| Verbundene Linie in Gurugram und Noida/Greater Noida |                                                                        |           |                 |          |           |
| Rapid Metro Gurgaon                                  | Cyber City ↔ Sektor 55–56                                              | 2013      | 8,4 km          | 11       | 1435 mm   |
| Aqua Linie                                           | Noida Sektor 51 ↔ Depot (Gr. Noida)                                    | 2019      | 29,7 km         | 21       | 1435 mm   |

### Stationen
Es existieren zurzeit 200 sowohl ober- als auch unterirdische Stationen. Die meisten Stationen sind außerdem mit Geldautomaten, Kiosken etc. versehen. Jeder Bahnhof wurde mit einem unverwechselbaren Design versehen. Die Wandmalereien an den Stationen wurden von indischen Hochschulstudenten entworfen.

### Fahrscheine
Den Nutzern des Metro-Systems stehen die folgenden Fahrschein-Optionen zur Verfügung:
- Travel card: Diese Karten werden überwiegend von täglichen Pendlern genutzt. Sie gelten ein Jahr lang und können mit 100 bis 1000 Rupien aufgeladen werden. Für die Karte ist ein rückzahlbares Pfand von 50 Rupien zu entrichten.
- Tourist card: Diese Karten erlauben für einen bestimmten Zeitraum die uneingeschränkte Nutzung der Metro. Dabei gibt es eine Touristenkarte, die für einen, sowie eine, die für drei Tage gültig ist. Der Preis dafür beträgt 100 beziehungsweise 250 Rupien. Das Kartenpfand beträgt ebenfalls 50 Rupien.
- Token (Jetons): Diese gelten für eine Einzelfahrt, wobei sich der Preis nach der Länge der Fahrt richtet. Je nach Strecke kostet die einfache Fahrt acht bis 30 Rupien.

Die Airport-Express-Linie hat einen gesonderten Tarif, hier werden folgende Fahrscheine angeboten:
- Einzelfahrten zu 20 bis 100 Rupien je nach Strecke
- Smart card, aufladbar mit verschiedenen Geldbeträgen; Studenten erhalten bei Benutzung der Smart card 25 Prozent Ermäßigung
- Mehrfahrtenkarten zu zehn, 45 oder 60 Fahrten innerhalb eines Monats für tägliche Pendler zu deutlich ermäßigten Preisen

### Sicherheit
Der Sicherheit dient insbesondere die Videoüberwachung, die von einer zentralen Stelle aus gesteuert wird. Außerdem sind in der Metro Sicherheitskräfte in zivil unterwegs, an den Stationen finden Sicherheitskontrollen mit Metalldetektoren und dem Durchleuchten des Gepäcks statt; zudem sind zahlreiche, teilweise bewaffnete Sicherheitskräfte vor Ort tätig. Im Notfall ist die Kommunikation zwischen den Fahrgästen in den Waggons und dem Fahrer gewährleistet.

### Wagen für Frauen
In jedem Zug ist der erste (oder auf der Linie 1 ggf. der letzte) Wagen ausschließlich für die Benutzung durch Frauen und Kinder reserviert. Dies ist besonders für ausländische Fahrgäste ungewöhnlich. Da die Züge auf allen Linien nicht wenden, sondern nur kehren, sind die Wagen nicht extra gekennzeichnet. Nur auf den Bahnsteigen weisen Schilder auf den separaten Frauenbereich hin. Für Männer stellt die Benutzung eine Ordnungswidrigkeit dar, die mit einer Geldbuße geahndet wird.

## Geschichte
| Eröffnungsdaten |                                                  |              |
| 25.12.02        | Shahdara – Tis-Hazari (Linie 1)                  | 6 Stationen  |
| 03.10.03        | Tis Hazari – Inder Lok (1)                       | 4 Stationen  |
| 31.05.04        | Inder Lok – Rithala (1)                          | 8 Stationen  |
| 19.12.04        | Vishwa Vidyalaya – Kashmere Gate (2)             | 4 Stationen  |
| 03.07.05        | Kashmere Gate – Central Secretariat (2)          | 6 Stationen  |
| 31.12.05        | Dwarka – Barakhamba (3)                          | 22 Stationen |
| 19.12.04        | Dwarka – Dwarka Sektor 9 (3)                     | 6 Stationen  |
| 11.11.06        | Barakhamba – Indraprastha (3)                    | 3 Stationen  |
| 04.06.08        | Dilshad Garden – Shahdara (1)                    | 3 Stationen  |
| 04.02.09        | Vishwa Vidyalaya – Jahangirpuri (2)              | 5 Stationen  |
| 10.05.09        | Indraprastha – Yamuna Bank (3)                   | 1 Station    |
| 13.11.09        | Yamuna Bank – Noida City Centre (3)              | 10 Stationen |
| 06.01.10        | Yamuna Bank – Anand Vihar (3)                    | 5 Stationen  |
| 02.04.10        | Inderlok – Mundka (5)                            | 14 Stationen |
| 21.06.10        | HUDA City Centre – Qutub Minar (2)               | 9 Stationen  |
| 03.09.10        | Central Secretariat – Qutub Minar (2)            | 10 Stationen |
| 03.10.10        | Central Secretariat – Sarita Vihar (6)           | 13 Stationen |
| 14.01.11        | Sarita Vihar – Badarpur (6)                      | 3 Stationen  |
| 23.02.11        | New Delhi – Dwarka Sector 21 (AEx)               | 6 Stationen  |
| 28.06.14        | Central Secretariat – Mandi House (6)            | 2 Stationen  |
| 08.06.15        | Mandi House – ITO (6)                            | 1 Station    |
| 06.09.15        | Sarai – Escorts Mujesar (6)                      | 9 Stationen  |
| 10.11.15        | Jahangirpuri – Samaypur Badli (2)                | 3 Stationen  |
| 28.05.17        | Delhi Gate – Kashmere Gate (6)                   | 4 Stationen  |
| 25.12.17        | Botanical Garden – Kalkaji Mandir (8)            | 9 Stationen  |
| 14.03.18        | Majlis Park – Durgabai Deshmukh South Campus (7) | 12 Stationen |
| 28.05.18        | Kalkaji Mandir – Janakpuri West (8)              | 16 Stationen |
| 24.06.18        | Mundka – Bahadurgarh City Park (5)               | 7 Stationen  |
| 06.08.18        | Moti Bagh – Lajpat Nagar (7)                     | 6 Stationen  |
| 31.10.18        | Trilokpuri-Sanjay Lake – Shiv Vihar (7)          | 15 Stationen |
| 08.03.19        | Dilshad Garden – Shaheed Shtal (1)               | 8 Stationen  |
| 08.03.19        | Noida City Centre – Noida Electronic City (3)    | 6 Stationen  |

Entwicklung der Linien

Planungen für ein Metronetz in Delhi gab es bereits seit den 1970er Jahren, als die zunehmende Motorisierung die Verkehrssituation in der Stadt zu immer mehr Staus und zu mehr Umweltverschmutzung durch Abgase führte. Das Central Road Research Institute (CRRI) unternahm daher eingehende Studien zu den Verkehrsflüssen, um künftige Entwicklungen und den konkreten Bedarf nach einem Metrosystem zu ermitteln. Die Empfehlungen des CRRI wurden dann vom Metropolitan Transport Team (MTT) der indischen Eisenbahnen begutachtet, die daraus ein detailliertes Konzept für eine Delhier Metro entwickelten. Es sah zwei unterirdische Strecken, in Nord-Süd- bzw. Ost-West-Richtung, mit einer Länge von 36 Kilometer, sowie weitere oberirdische Strecken mit einer Länge von 96 Kilometer vor. Daraufhin rief das indische Eisenbahnministerium das Metropolitan Transport Project ins Leben, das für die technische Umsetzung sorgen sollte.
Die Verkehrsplanung war zunächst auf den Bedarf bis zum Jahr 1981 ausgerichtet. Da für die weitere Zukunft ein noch höheres Verkehrsaufkommen zu erwarten war, dehnte man die Planung bis zum Jahr 2001 aus. Bis dahin wollte man ein System mit einer Länge von unterirdisch 58 Kilometern und oberirdisch 195 Kilometern bauen. Im Rahmen der Machbarkeitsstudien wurde der Untergrund der Stadt eingehend untersucht, um die beste Trassenführung zu ermitteln. 1984 wurde ein Entwicklungsplan für Delhi aufgestellt, der bis 2001 ein Stadtbahn-Netz von 200 Kilometer Länge sowie eine 10 Kilometer lange Straßenbahn und einen Ausbau des bestehenden Eisenbahnnetzes vorsah. Während sich die Planungen weiter hinzogen, dehnte sich die Stadt in den 1970er und 80er Jahren vor allem im Westen und Osten stark aus, so dass einer Ost-West-Verbindung zunehmend Priorität eingeräumt wurde. Zunächst wurde auch noch an eine Magnetschwebebahn als Pilotprojekt gedacht. Schließlich einigte man sich auf ein dreiteiliges Verkehrskonzept aus oberirdischen (Rail corridors) und unterirdischen (Metro corridors) Streckenabschnitten und einem Busnetz, wobei sich eine gesamte Streckenlänge von 184,5 Kilometer ergab, die später noch auf 198,5 Kilometer erweitert werden sollte.

### Phase I
Die ersten Bauarbeiten für die Metro begannen am 1. Oktober 1998, am 25. Dezember 2002 konnte das erste Stück der Linie 1 zwischen Shahdara und Tis-Hazari, nach der feierlichen Eröffnung durch Premierminister Atal Bihari Vajpayee am Vortag, in Betrieb genommen werden. 2004 nahm die Linie 2 und 2005 die Linie 3 der Delhier Metrolinien ihren Betrieb auf.

### Phase II
Mit der Verlängerung der Linie 3 in die südöstliche Vorstadt Noida, die im Bundesstaat Uttar Pradesh liegt, wurde Ende 2009 erstmals die Stadtgrenze von Delhi überschritten. Der Bau dieser Verlängerungsstrecke wurde Anfang 2006 begonnen. Anfang 2010 wurde im Osten Delhis eine Zweiglinie der Linie 3 nach Anand Vihar eröffnet.
Im September 2010 wurde die Linie 2 bis in die südwestliche Vorstadt Gurgaon, die im benachbarten Bundesstaat Haryana liegt, vervollständigt. Die insgesamt 45 Kilometer lange „Yellow Line“ verläuft 25 Kilometer im Tunnel und 20 Kilometer aufgeständert; sie stellt eine wichtige Nord-Süd-Verbindung dar. Die Strecke, die ursprünglich unmittelbar am Qutb Minar vorbeiführen sollte, wurde mit einigem Abstand daran durch Saket geführt aus Sorge, das historische Bauwerk könne sonst beeinträchtigt werden.
Bereits im April 2010 wurde die normalspurige, grüne Linie 5 („Green Line“) von Inderlok, wo sie von der Linie 1 Richtung Westen abzweigt, nach Mundka eröffnet. Wenige Stunden vor der Eröffnung der Commonwealth-Spielen wurde am 3. Oktober 2010 die neue, violette Linie 6 eröffnet, die auch einen Bahnhof am Jawaharlal Nehru Stadium hat. Sie beginnt am Umsteigebahnhof zur gelben Linie, Central Secretariat und führt 20 Kilometer in Richtung Süden bis zur Station Badarpur. Diese Linie ist in Normalspur ausgeführt und weist mit 160 Sekunden die bisher dichteste Taktzeit auf.
Erst nach den Commonwealth-Spielen konnte der Airport-Express am 23. Februar 2011, acht Monate später als geplant, eröffnet werden. Diese fast 23 Kilometer lange Linie schließt den Flughafen Indira Gandhi International Airport an die gelbe Linie in New Delhi Railway Station im Nordosten und an die blaue Linie im westlich gelegenen Bahnhof Dwarka Sector 21 an. Damit ist die erste Phase des Ausbaus des Metronetzes abgeschlossen. Die Flughafenlinie wurde am 8. Juli 2012 aufgrund technischer Baufehler geschlossen, nach der Reparatur ist die Wiederaufnahme des Betriebes für Diwali (13. November 2012) geplant.

### Phase III

Karte mit Erweiterungen der Phase III

In der Phase III sollen die bisher auf das Zentrum von Delhi ausgerichteten Linien verlängert und mit zwei Ringlinien (bzw. Teilringen) ergänzt werden, um die zentralen Umsteigeknoten zu entlasten und die Fahrtzeiten zwischen den Außenbereichen der National Capital Region zu verkürzen (z. B. zwischen Noida und Gurugram bzw. Faridabad). Hierfür wurden zwei neue Linien geplant. Die Linie 7 folgt weitestgehend der Ring Road und sorgt für eine Erschließung im zentrumsnahen Bereich. Die Linie 8 folgt der Outer Ring Road, erschließt den IGI Flughafen und sorgt für eine Verkürzung der Fahrtzeit zwischen den südlichen und östlichen Vorstädten der National Capital Region.
Der erste Teil der Linie 8 zwischen Botanical Garden und Kalkaji Mandir erfolgte am 25. Dezember 2018 und verbindet Noida zunächst mit der Linie 6 und verkürzt die Fahrtzeit nach Faridabad. Der verbleibende Abschnitt bis nach Janakpuri West wurde am 28. Mai 2018 eröffnet. Damit kann hier auch in die Linie 4 umgestiegen werden.
Der erste Abschnitt der Linie 7 von Majlis Park nach Durgabai Deshmukh South Campus wurde am 14. März 2018 eröffnet. Weitere Abschnitte der Phase III sollen im Verlauf des Jahres 2018 eröffnet werden.
Mit der Eröffnung der Verlängerungen der Linie 1 von Dilshad Garden nach Shaheed Shtal in Ghaziabad und der Linie 3 von Noida City Centre nach Noida Electronic City am 8. März 2019 sind die wesentlichen Projekte der Phase III abgeschlossen. Lediglich die Linie 9 und der Lückenschluss der Linie 7 bei Trilokpuri fehlen noch.
Besondere Verdienste beim Bau der Metro Delhi werden dem Ingenieur E. Sreedharan zugeschrieben. Vorbild für die Metro Delhi war die Metro in Kolkata, die die in Indien gebräuchliche Breitspur verwendet. Daher wurde diese Spurbreite zunächst auch für Delhi übernommen.

## Ausbau und Planungen
Neue Strecken, wie der Airport-Express, werden zunehmend in Normalspur (1435 mm) ausgeführt. Andere neu gebaute Strecken wie die Verlängerungen der Linie 2 im Süden bis nach Gurugram und im Norden bis nach Jahangir Puri wurden hingegen noch in Breitspur gebaut.

### Phase IV
Nach Abschluss der Arbeiten zu Phase III bis Ende September 2017 sollen weitere 190 km Strecke gebaut werden:
- Janakpuri (West)-RK Ashram Marg, 28,92 km (Verlängerung des äußeren Rings der Linie 8 „Magenta“): Folgende Stationen sind geplant: Krishna Park Extn, Keshopur, Meera Bagh, Pashim Vihar, Peeragarhi Chowk, Peeragarhi Mangolpuri, West Enclave, Deepali Chowk, Madhuban Chowk, Rohini East, Prashant Vihar, North Pitampura, Haiderpur, Mukarba Chowk, Bhalaswa, Majlis Park, Azadpur, Ashok Vihar, Derawal Nagar, Rajpura, GG Sabji Mandi, Pulbangash, Sadar Bazar, Nabi Karim, RK Ashram Marg
- Lajpat Nagar-Saket G Block, 7,96 km (neue Linie): Stationen sind Saket G Block, Sheikh Sarai, Chirag Deelhi, GK-1, Andrews Ganj, Lajpat Nagar. Im März 2018 wurde der vorgeschlagene Linienverlauf geändert, um über Saket hinaus auch den Stadtteil Chhatarpur zu erschließen. Die genauen Stationen wurden aber noch nicht festgelegt.[23]
- Mukundpur-Maujpur, 12,54 km, (Verlängerung der Linie 7 auf die andere Seite der Yamuna): Folgende Stationen sind geplant: Burari Crossing, Jagatpur Village, Surghat, KhajuriKhas, Bhajanpura, Yamuna Vihar, Maujpur.

Diese Linien werden für wirtschaftlich gehalten (siehe unten).
Darüber hinaus die folgenden Linien, deren Bauausführung fraglich ist und die vorerst gestoppt wurden:
- Tughlakabad-Terminal 1 (IGI Airport), 22,20 km (neue Linie): Folgende Stationen sind geplant: Tughlabad, Tughlabad Railway Colony, Anandmayee Marg Junction, Tigri, Khanpur, Ambedkar Nagar, Saket G Block, Saket, Lado Sarai, Mehrauli, Kishangarh Masoodpur, Vasant Kunj (Sec-D), Mahipalpur, Delhi Aerocity, Terminal 1. Die Station am Terminal 1 wurde schon frühzeitig aus den Planungen herausgenommen, da die Flughafengesellschaft ein eigenes Transportsystem zwischen den Terminals plant und die Station daher überflüssig ist.
- Rithala-Narela, 21,73 km (Verlängerung Linie 1 „Rot“): Stationen sind Rohini Sec 26, Sec 31, Sec 32, Sec36, Sec37, Barwala, Pooth Khurd, Bawana Industrial Area 1, Bawana Industrial Area 2Bawana, Bawana JJ Colony, Sanpath, New Sanath Colony, Anaj Mandi, Narela.
- Inderlok-Indraprastha, 12,57 km (neue Linie): Stationen sind Dayabasti, Sarai Rohilla, Ajmal Khan Park, Nabi Karim, New Delhi, LNJP, Hospital Delhi Gate, IG Stadium, Indraprastha.

Die Projekte der Phase IV sind bis März 2018 noch nicht von der Regierung von Delhi bestätigt worden. Ein Grund ist die mangelnde Kostenzusage von der Unionsregierung, die durch eine Änderung der Steuerpolitik der Unionsregierung noch verschärft worden ist. Die DMRC versucht daher, die Projekte der Phase IV aufzuteilen, um wenigstens für einen Teil eine Zusage zu erhalten. Die Erweiterungen der Ringlinien (Janakpuri West bis RK Ashram sowie Mukundpur bis Maujpur) und die neue Linie von Tughlakabad zum Terminal 1 des IGI Flughafens sollen vorrangig betrachtet werden. Dies wird vor allem damit begründet, dass die Baufirmen, die die bisherigen Tunnelbauarbeiten ausgeführt haben, ansonsten aus Delhi abziehen würden und mit neuen Baufirmen die Kosten der Projekte zunehmen würden. Es mehren sich aber auch Stimmen, die die Projekte teilweise für unwirtschaftlich halten, weil die Linien auch Gebiete abdecken, die nur eine geringe Bevölkerungszahl aufweisen oder weil die Strecken parallel zu anderen Linien verlaufen oder nur wenig neue Gebiete erschließen.
Im April 2018 bestätigt die Regierung von Delhi, dass drei der sechs vorgeschlagenen Linien für unwirtschaftlich angesehen werden und zukünftig aufgrund mangelnder Fahrgastzahlen zur finanziellen Belastung werden könnten. Insbesondere nach der letzten Fahrpreiserhöhung im Oktober 2017 steht das Unternehmen unter Druck, da die Fahrgastzahlen eingebrochen sind und sich nur mühsam wieder erholen. Die Ausführung dieser Linien ist daher fraglich. Auch im August 2018 ist noch keine Entscheidung getroffen worden, ob und wann weitere Projekte zur Erweiterung durchgeführt werden. Die ausführende Bauunternehmen ziehen daher Personal und großes Baugerät aus Delhi ab.

### Anderer Schienenpersonennahverkehr
Die Unionsregierung von Indien plant in Zusammenarbeit mit den Bundesstaatsregierungen der Hauptstadtregion (Delhi, Haryana, Uttar Pradesh und Rajastan) den Aufbau eines S-Bahn ähnlichen Systems, dem RRTS (Regional Rail Transit System). Dieses schienengebundene System soll die Hauptstadt mit den angrenzenden Städten verbinden und für die längeren Distanzen durch höhere Geschwindigkeit der Züge und größere Stationsabstände kürzere Reisezeiten ermöglichen. Der erste Abschnitt mit einer Länge von 17 Kilometern zwischen Delhi und Duhai wurde am 20. Oktober 2023 eröffnet, eine Fertigstellung der Gesamtstrecke zwischen Delhi und Meerut ist für 2025 vorgesehen.

## Fahrzeuge

### Breitspur

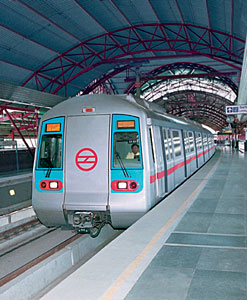
Breitspurzug der ersten Serie (ROTEM/Mitsubishi) auf Linie 1

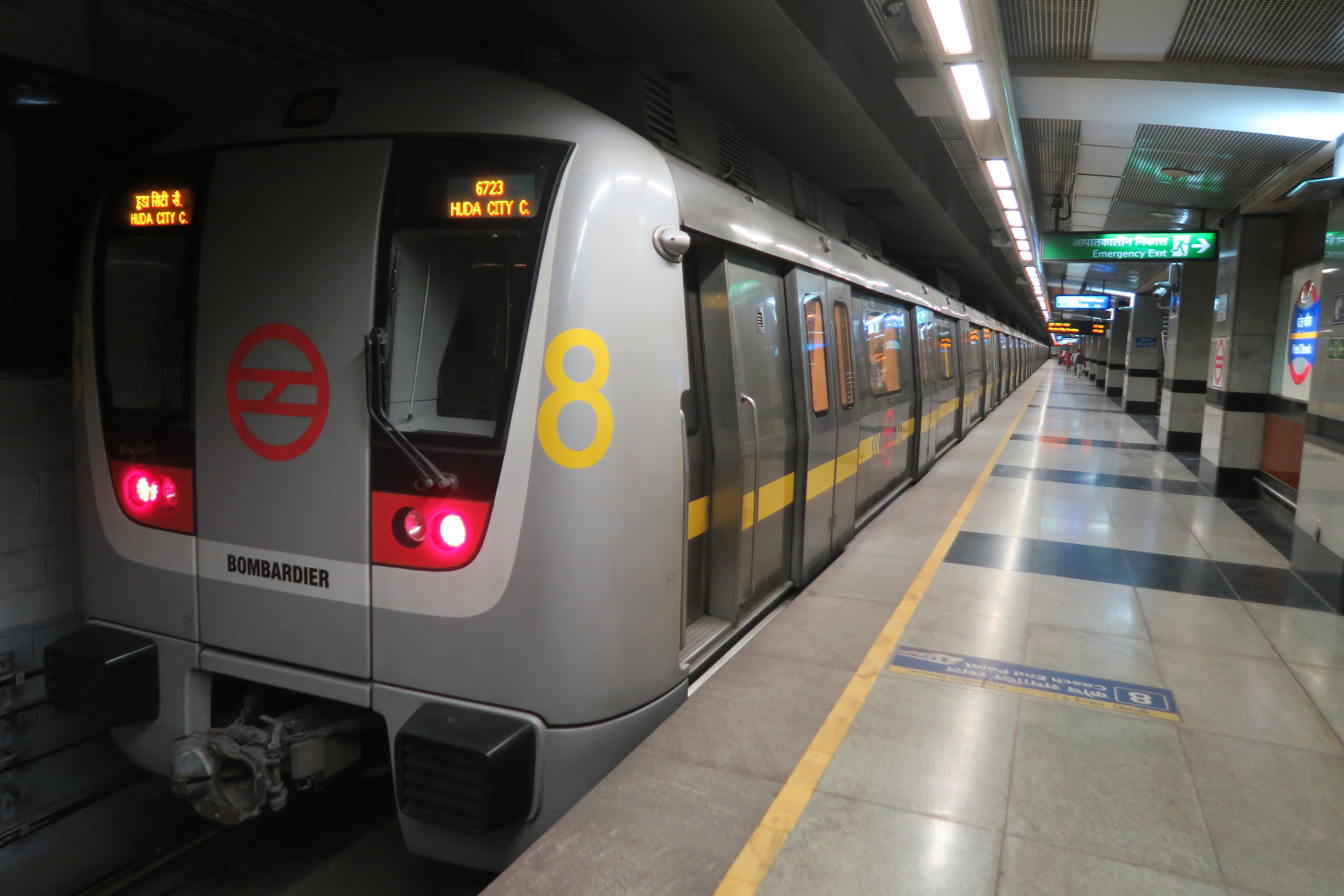
Breitspurzug der zweiten Serie (Bombardier) auf Linie 2

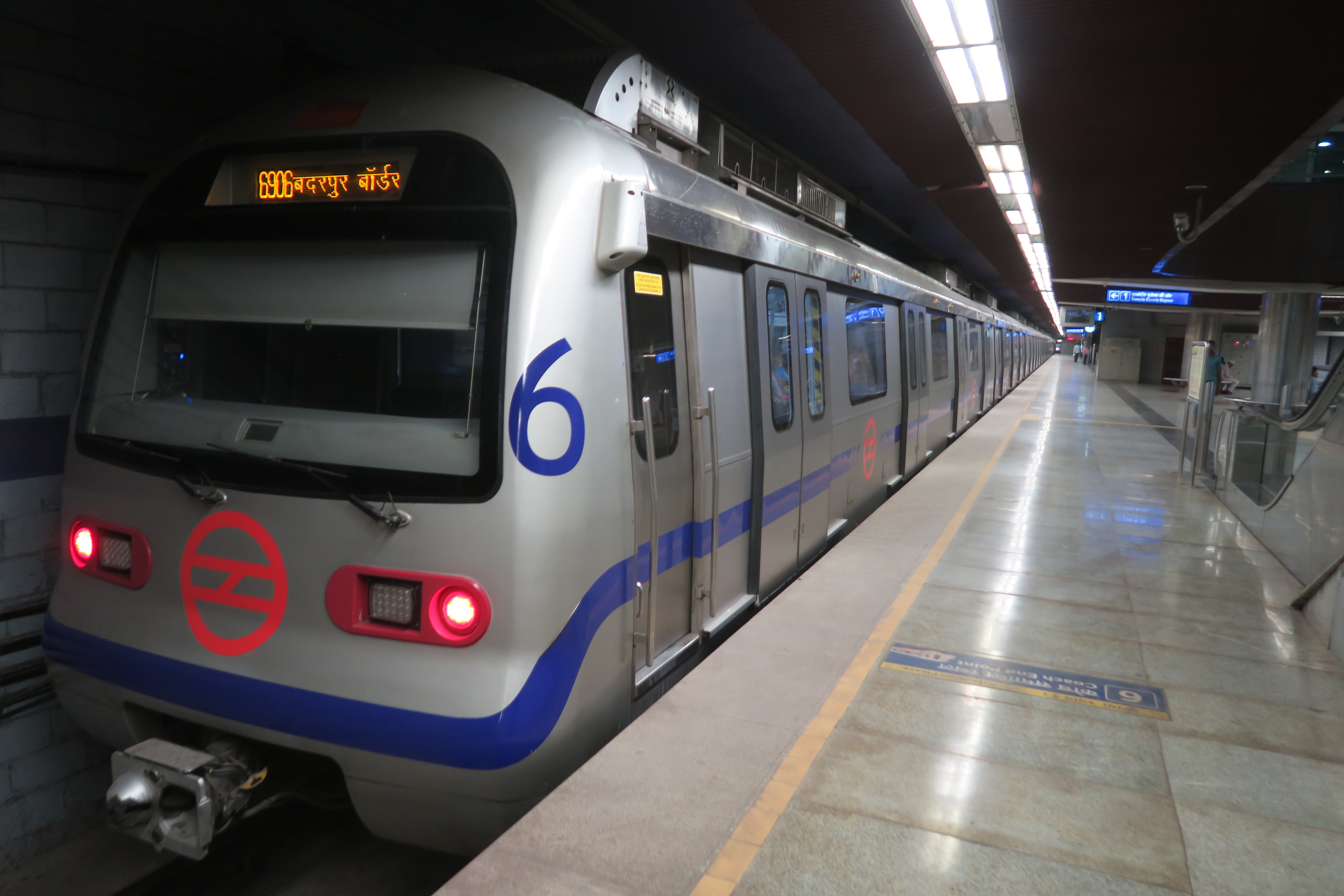
Normalspurzug (ROTEM/BEML) auf Linie 6

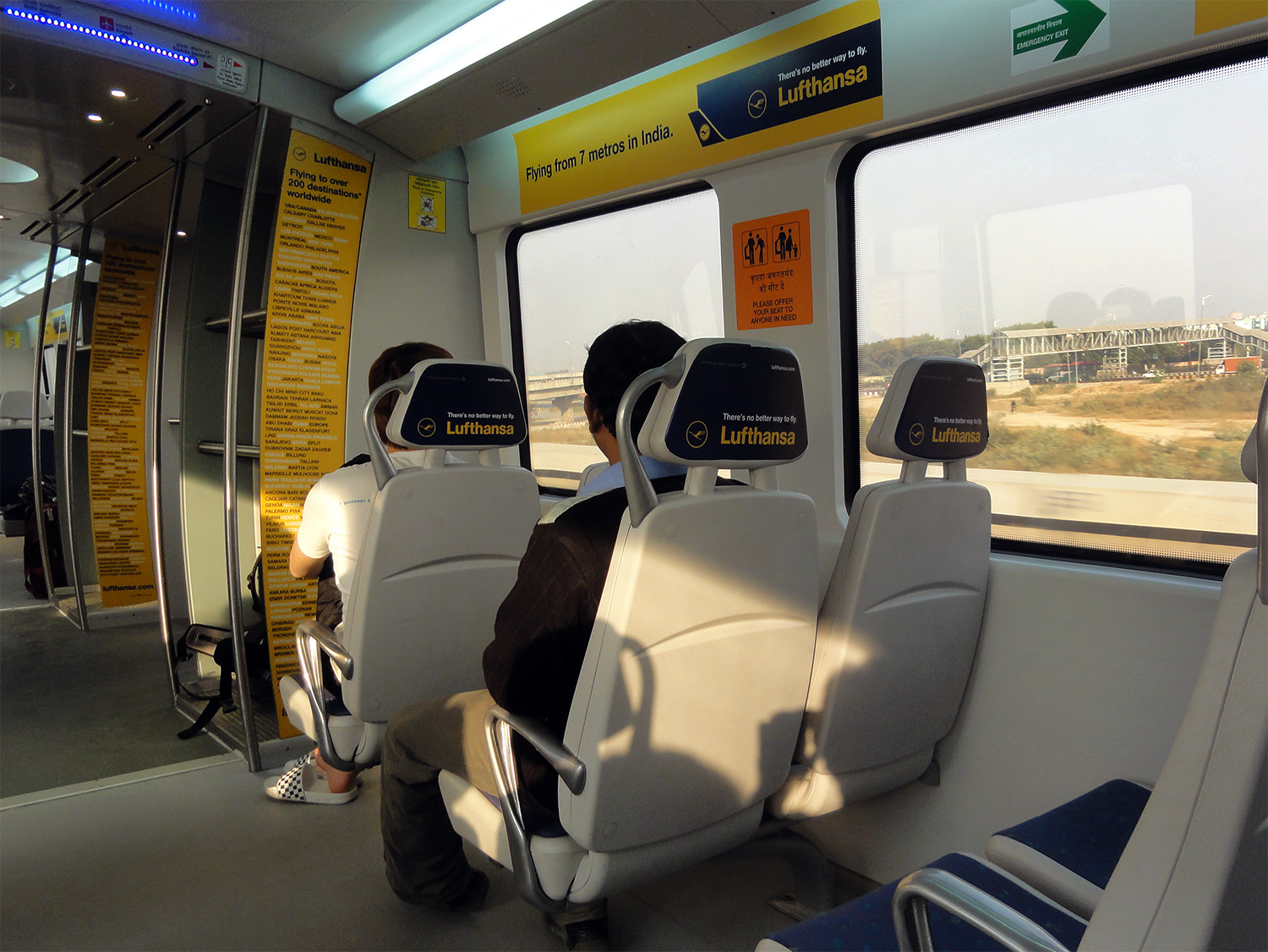
Innenraum des Airport Express (CAF)

Die Waggons wurden ursprünglich von einem Konsortium produziert, an dem die Firmen ROTEM, Mitsubishi Corporation sowie Mitsubishi Electric Corporation beteiligt waren, mittlerweile hat aber der Mischkonzern BEML den Bau der Waggons übernommen. Die Züge fahren auf 1676-mm-Breitspur, wobei die Waggons in Leichtbauweise aus rostfreiem Stahl gefertigt sind und eine Breite von 3,2 Meter aufweisen. Ein Gang erlaubt es den Fahrgästen, den Zug in seiner ganzen Länge zu begehen. Jeder Zug besteht aus vier Waggons und bietet insgesamt 240 Sitz- und 300 Stehplätze. Angesichts des recht warmen indischen Klimas sind die Züge mit einer Klimaanlage ausgestattet, die eine gleichbleibende Temperatur von max. 29 °C garantiert. Die Fahrtgeschwindigkeit der Züge beträgt ca. 80 km/h und die Züge halten an jeder Station rund 20 Sekunden.
Die zweite Serie der Breitspurzüge wurde von Bombardier entwickelt. Zwei dieser Züge aus je vier Einheiten werden in Görlitz gebaut und per Flugzeug geliefert, wobei der erste Teil eines solchen Zugs am 26. Februar 2009 an Bord einer Antonow An-124 Ruslan in Delhi eintraf. Weitere Züge werden im indischen Bombardier-Werk gebaut, teilweise als Sechs-Wagen-Züge. Die Klimaanlage der zweiten Serie kann eine Innentemperatur von max. 25 °C aufrechterhalten.
Die Stromversorgung erfolgt durch eine Oberleitung bei einer Spannung von 25 kV Wechselstrom. Im unterirdischen Streckenabschnitt ist der Zug- und Signalbetrieb praktisch vollständig automatisiert.

### Normalspur
Für die neuen Strecken in Normalspur wird ein neuer Fahrzeugtyp beschafft. Diese Fahrzeuge sind ebenfalls vierteilig (zwei Steuerwagen, zwei Motorwagen), sehen etwas rundlicher aus und habe eine durchgehende Windschutzscheibe für den Fahrer anstelle der vorherigen schmalen Frontfenster auf den Seiten. Im Innenraum bieten sie trotz schmalerer Spurweite den gleichen Platz für die Fahrgäste. Der erste Zug dieses Typs wurde per Schiff aus Südkorea geliefert und traf am 16. März 2009 in Delhi ein. Er wird nun auf einer eigens errichteten, ein Kilometer langen Teststrecke am Mundka-Depot überprüft. Die weiteren 47 Exemplare des neuen Zugtyps werden – wie schon die späteren Exemplare des ersten Typs – von der Firma BEML in Bengaluru produziert.
Die Airport-Express-Linie wird mit acht Sechs-Wagen-Zügen betrieben, die von Construcciones y Auxiliar de Ferrocarriles in Spanien produziert wurden. Ein halber Wagen dient dem Gepäcktransport, ansonsten sind die Züge mit gepolsterten Einzelsitzen in 2+2-Anordnung bestuhlt, während die anderen Metrolinien hauptsächlich Stehplätze bieten, mit Längssitzen an den Außenwänden. Bildschirme liefern Informationen über die nächsten Abflüge am Flughafen; die Schalldämmung wurde bei den Flughafenzügen verbessert. Die Höchstgeschwindigkeit der Flughafenlinie beträgt 135 km/h.
Das RRTS wird mit Triebzügen betrieben, welche von Alstom im Werk in Savli im Bundesstaat Gujarat gebaut werden. Die Züge sind mit ETCS Level 3 ausgerüstet und erreichen eine Höchstgeschwindigkeit von 160 km/h.